# Gotthard Graubner
Gotthard Graubner (né le 13 juin 1930 à Erlbach – mort le 24 mai 2013 à Neuss) est un peintre allemand.

## Biographie
Gotthard Graubner est né en 1930 à Erlbach (Saxe, Allemagne). De 1947 à 1948 il étudie à l'Académie des arts de Berlin, et de 1948 à 1949 à l'Académie des arts de Dresde, où il est un des étudiants de Wilhelm Rudolph. Quand son professeur doit quitter cette académie pour des raisons idéologiques, Graubner est de son côté et donc radié. En 1954 il quitte l'Allemagne de l'Est.
De 1954 à 1959, Graubner étudie la peinture à l'Académie des beaux-arts de Düsseldorf où il étudie d'abord auprès de Otto Pankok (en) en compagnie de ses camarades Günther Uecker et Bert Gerresheim,,. Il devient ensuite l'élève de Georg Meistermann,,,. En 1959, quand Meistermann quitte l'Académie,,,, Graubner devient un des premiers étudiants de Karl Otto Götz,, aux côtés de HA Schult, également élève de Meistermann, et de Kuno Gonschior (en),,.
En 1959, Graubner quitte l'académie. Peu après, il entre en contact avec Otto Piene et Heinz Mack, les fondateurs du groupe Zero,,. Durant quelques années, Graubner travaille, avec Mack, comme enseignant d'art au Lessing Gymnasium de, Düsseldorf,.
En 1965 il est nommé à l'Université des beaux-arts de Hambourg, où il devient Professeur de peinture en 1969. De 1976 à 1992 il enseigne à l'Académie des beaux-arts de Düsseldorf.
Parmi ses nombreux étudiants à Düsseldorf figurent Chen Ruo Bing,, Mechthild Hagemann, Doris Helbling, Jana Vizjak, Hans-Willi Notthoff, Georg Schmidt, Jens Stittgen, Stoya, Martin Streit,,, Peter Thol, Ulrich Moskopp, Albert Maria Pümpel, Ingo Ronkholz, Ansgar Skibba et Carl Emanuel Wolff.

## Mort
Il est inhumé au cimetière du Nord de Düsseldorf.